# Diocesi di Tura
La diocesi di Tura (in latino Dioecesis Turana) è una sede della Chiesa cattolica in India suffraganea dell'arcidiocesi di Shillong. Nel 2022 contava 330.585 battezzati su 1.192.000 abitanti. È retta dal vescovo Andrew Marak.

## Territorio
La diocesi comprende i seguenti distretti nello stato del Meghalaya, in India: Monti Garo Occidentali, Monti Garo Orientali, Monti Garo Meridionali, Monti Garo Sudoccidentali e Monti Garo Settentrionali.
Sede vescovile è la città di Tura, dove si trova la cattedrale di Maria Aiuto dei cristiani.
Il territorio è suddiviso in 46 parrocchie.

## Storia
La diocesi è stata eretta il 1º marzo 1973 con la bolla Romani Pontifices di papa Paolo VI, ricavandone il territorio dall'arcidiocesi di Shillong-Gauhati (oggi divisa in arcidiocesi di Shillong e arcidiocesi di Guwahati).
Il 30 marzo 1992 ha ceduto una porzione del suo territorio a vantaggio dell'erezione della diocesi di Guwahati.

## Cronotassi dei vescovi
Si omettono i periodi di sede vacante non superiori ai 2 anni o non storicamente accertati.
- Oreste Marengo, S.D.B. † (1º marzo 1973 - 12 gennaio 1979 cessato) (amministratore apostolico)

- George Mamalassery † (12 gennaio 1979 - 21 aprile 2007 ritirato)
- Andrew Marak, succeduto il 21 aprile 2007

## Statistiche
La diocesi nel 2022 su una popolazione di 1.192.000 persone contava 330.585 battezzati, corrispondenti al 27,7% del totale.
| anno | popolazione | popolazione | popolazione | presbiteri | presbiteri | presbiteri | presbiteri                | diaconi | religiosi | religiosi | parrocchie |
| anno | battezzati  | totale      | %           | numero     | secolari   | regolari   | battezzati per presbitero | diaconi | uomini    | donne     | parrocchie |
| ---- | ----------- | ----------- | ----------- | ---------- | ---------- | ---------- | ------------------------- | ------- | --------- | --------- | ---------- |
| 1980 | 61.502      | 1.800.000   | 3,4         | 29         | 9          | 20         | 2.120                     |         | 27        | 56        | 14         |
| 1990 | 124.531     | 1.255.311   | 9,9         | 50         | 24         | 26         | 2.490                     |         | 33        | 115       | 23         |
| 1999 | 175.653     | 695.000     | 25,3        | 64         | 35         | 29         | 2.744                     |         | 43        | 146       | 28         |
| 2000 | 179.887     | 700.000     | 25,7        | 68         | 37         | 31         | 2.645                     |         | 46        | 148       | 28         |
| 2001 | 187.811     | 705.000     | 26,6        | 68         | 38         | 30         | 2.761                     |         | 74        | 150       | 29         |
| 2002 | 191.632     | 720.000     | 26,6        | 69         | 40         | 29         | 2.777                     |         | 78        | 148       | 29         |
| 2003 | 195.692     | 730.000     | 26,8        | 70         | 40         | 30         | 2.795                     |         | 48        | 198       | 32         |
| 2004 | 201.707     | 762.473     | 26,5        | 71         | 41         | 30         | 2.840                     |         | 85        | 204       | 32         |
| 2010 | 239.511     | 807.000     | 29,7        | 81         | 42         | 39         | 2.956                     |         | 100       | 231       | 38         |
| 2014 | 275.461     | 1.273.909   | 21,6        | 89         | 47         | 42         | 3.095                     |         | 140       | 249       | 41         |
| 2017 | 289.127     | 1.144.167   | 25,3        | 93         | 50         | 43         | 3.108                     |         | 89        | 279       | 43         |
| 2020 | 317.645     | 1.184.800   | 26,8        | 92         | 52         | 40         | 3.452                     |         | 47        | 319       | 45         |
| 2022 | 330.585     | 1.192.000   | 27,7        | 91         | 50         | 41         | 3.632                     |         | 51        | 322       | 46         |